# Atanazy Benoe

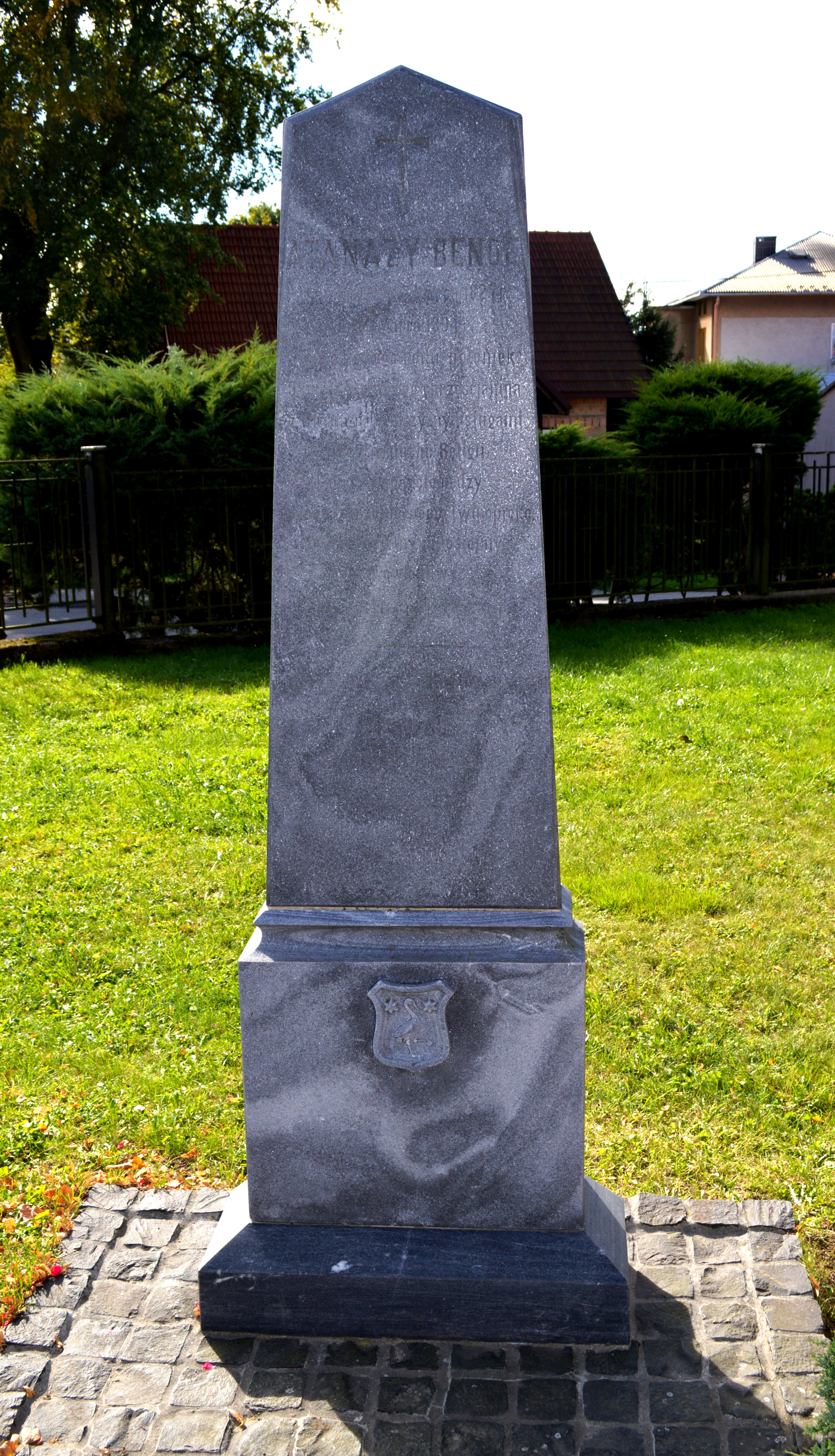
Grób Atanazego Benoe przy kościele w Niegowici

Atanazy Benoe herbu Taczała (ur. 11 marca 1827 w Niegowici, zm. 9 marca 1894 w Wiedniu) – ziemianin, poseł do galicyjskiego Sejmu Krajowego i austriackiej Rady Państwa

## Życiorys
Ukończył gimnazjum (1842) a następnie studiował do 1848 na uniw. w Krakowie. Zaangażowany w działalność spiskową, brał udział w powstaniu krakowskim. Gdy zmierzał 26 lutego 1846 do Gdowem, gdzie trwała bitwa z oddziałem austriackim, jego oddział został zatrzymany drodze koło Liplasu przez chłopów i zmuszony do odwrotu. Następnie aresztowany i osadzony przez Austriaków w więzieniu. W 1847 został zwolniony w wyniku amnestii.
Właściciel ziemski, od 1848 zarządzał odziedziczonym po matce dużym majątkiem w Niegowici. W jego skład wchodziły Niegowić, Marszowice, lasy Klęczany–Podolany oraz dobra rolno–leśne Cichawa. Przebudował i odnowił stary dwór w Niegowici. Przeprowadził również remont drewnianego kościoła w Niegowici. Ufundował dla niego ołtarz wraz z obrazem Matki Boskiej Różańcowej (dzieło Saturnina Świerzyńskiego z 1872). Po jego śmierci dobra niegowickie zakupił w 1894 Zdzisław Włodek, właściciel sąsiedniej Dąbrowicy.
Poseł do Sejmu Krajowego Galicji I kadencji (15 kwietnia 1861 – 31 maja 1865),Wybrany w I kurii obwodu Kraków, z okręgu wyborczego Kraków. W lutym 1863 przyłączył się do powstania styczniowego i wraz z innymi przekroczył granicę zaboru rosyjskiego. Po powrocie wszedł do Narodowego Komitetu dla Zachodniej Galicji, który organizował pomoc dla rodaków walczących za kordonem. W sierpniu 1863 został aresztowany i przewieziony do więzienia we Lwowie w czerwcu 1864 z braku dowodów zwolniony. W 1865 po jego rezygnacji, mandat w wyborach uzupełniających do Sejmu Krajowego uzyskał Ludwik Wodzicki.
Brał udział w pracach Towarzystwa Rolniczego Krakowskiego, od 1861 jako członek, a potem także członek zarządu towarzystwa (1862–1865) oraz prezes oddziału okręgowego w Wieliczce (1881–1893). Członek Galicyjskiego Towarzystwa Kredytowego Ziemskiego, gdzie był wiceprezesem oddziału w Wieliczce (1869–1882) oraz delegatem do Zgromadzenia Ogólnego (1869–1871). Wśród okolicznego obywatelstwa wsławił się jako hodowca koni. Zastępca członka ministerialnej Komisji Krajowej dla podniesienia chowu koni (1873–1878)  a potem członek Komitetu dla spraw chowu koni przy Namiestnictwie Galicyjskim (1883).
Członek Rady Powiatowej w Wieliczce (1867–1884) i Bochni (1885–1892). Członek Okręgowej Komisji podatku katastralnego w Bochni (1869). Członek Powiatowej Komisji podatku gruntowego w Wieliczce (1871–1881) a następnie członek Podkomisji Krajowej podatku gruntowego w Krakowie (1881–1882) Członek zarządu Towarzystwa Wzajemnych Ubezpieczeń w Krakowie (1880–1893). Biegły sądowy w sprawach dóbr tabularnych Sądu Krajowego w Krakowie (1886–1893). Sfinansował kopiec i pomnik Racheli opłakującej synów (dzieło Wojciecha Samka), na gdowskim cmentarzu upamiętniający 154 powstańców zabitych podczas bitwy o Gdów w 1846. Z jego inicjatywy w Pierzchowcu, w dniu 20 lipca 1872 r., z okazji 75-tej rocznicy powstania Legionów Polskich został odsłonięty pomnik poświęcony Janowi Henrykowi Dąbrowskiemu (dzieło Edwarda Stehlika). Stojący do dziś (naprzeciw kopca) pomnik fundowali okoliczni ziemianie – oprócz Atanazego Benoe z Niegowici – Ludwik Michał Kępiński z Pierzchowca oraz Roman Włodek z Dąbrowicy.
Poseł do austriackiej Rady Państwa VI kadencji (14 marca 1882 – 23 stycznia 1885), VII kadencji (2 października 1885 – 23 stycznia 1891) i VIII kadencji (9 kwietnia 1891 – 9 marca 1894). Był wybierany z kurii I (wielkiej własności) z okręgu wyborczego nr 3 (Bochnia-Wieliczka-Brzesko), po raz pierwszy w wyborach uzupełniających po śmierci w 1882 Władysława Pęgowskiego, po jego śmierci mandat uzyskał Zdzisław Włodek. W parlamencie należał do grupy posłów konserwatywnych (stańczyków) Koła Polskiego, w którym od 15 października 1893 był wiceprezesem a w roku 1894 prezesem.
W ostatnich latach życia chory na serce, zmarł na zapalenie płuc. Pochowany został wraz z żoną w krypcie pod nawą drewnianego kościoła (w 1973–1974 przeniesionego do Mętkowa), jej pozostałości są pod posadzką dziedzińca przed obecnym kościołem w Niegowici.

## Rodzina
Urodził się w rodzinie ziemiańskiej, był potomkiem spolonizowanej gałęzi francuskiej rodu. Syn powstańca listopadowego Konstantego (1793–1855) i Florentyny z Ciepielowskich. Ożenił się z Justyną z Borowskich (1830–1891), która była pasierbicą Leonarda Wężyka. Zmarł bezpotomnie, był ostatnim z rodu Benoe.